# Ahiak Migratory Bird Sanctuary
Das Ahiak Migratory Bird Sanctuary, vormals Queen Maud Gulf Migratory Bird Sanctuary (Migratory Bird Sanctuary englisch für „Zugvogelschutzgebiet“), ist ein Vogelschutzgebiet in Nunavut im Norden Kanadas. Das Schutzgebiet wurde 1961 eingerichtet. 1982 wurde das Schutzgebiet als das weltweit zweitgrößte Ramsar-Feuchtgebiet ausgewiesen.

## Lage
Das Schutzgebiet befindet sich in der Region Kitikmeot. Es besitzt eine Fläche von 62.923 km², wovon 56.370 km² Landfläche und 6553 km² Meeresfläche sind. Es erstreckt sich über den Festlandsteil von Nunavut und reicht vom Queen Maud Gulf im Norden bis 66º 20’ nördliche Breite nahe dem Polarkreis im Süden. Im südlichen Westen bildet der Flusslauf des Kuunajuk (vormals Ellice River) die Grenze, im Osten der des Kaleet River. Im Nordwesten reicht das Schutzgebiet bis zur Labyrinth Bay, im Nordosten bis zum Sherman Basin. Die Längsausdehnung in Ost-West-Richtung beträgt etwa 330 km, die in Nord-Süd-Richtung etwa 160 km.

## Landschaft
Das Gebiet ist von Tundralandschaft bedeckt. Geologisch ist das Gebiet vom Kanadischen Schild geprägt. Das allgemein flache Gelände entstand infolge einer postglazialen Landhebung. Größere Flüsse sind Kulgayuk (vormals Tingmeak River), Kuunajuk, Perry River, Pitok River, Armark River, Simpson River, McNaughton River und Kaleet River.

## Fauna
Mehr als 90 Prozent der weltweiten Zwergschneegans-Population und 8 Prozent der kanadischen Population der Kleinen Schneegans (Anser caerulescens caerulescens) brüten im Vogelschutzgebiet. Kleinere Populationen von Kanadagans, Blässgans, Ringelgans und Pfeifschwan nisten und mausern im Schutzgebiet. Die meisten Gänse erreichen das Gebiet Ende Mai, mausern an Binnenseen und Flüssen und verlassen das Gebiet wieder Ende August/Anfang September.
Weitere häufig anzutreffende Brutvögel sind Eisente, Prachteiderente, Prärie-Goldregenpfeifer, Amerika-Sandregenpfeifer, Graubrust-Strandläufer, Alpenstrandläufer, Sandstrandläufer, Thorshühnchen, Eismöwe, Amerikanische Silbermöwe, Küstenseeschwalbe, Pazifiktaucher, Sterntaucher, Schmarotzerraubmöwe, Falkenraubmöwe, Birkenzeisig, Spornammer, Grasammer, Wanderfalke, Raufußbussard und Schneeeule.
Die als gefährdet eingestufte Rentier-Unterart Barrenground-Karibu (Rangifer tarandus groenlandicus) ist mit der Dolphin and Union-Population im Schutzgebiet vertreten. Weitere gefährdete Tierarten sind Grasläufer, Grizzlybär, Wanderfalke, die Knutt-Unterart Calidris canutus rufa, Vielfraß,  Eisbär, Harris-Ammer, Odinshühnchen sowie die Marienkäferart Coccinella transversoguttata. Weiterhin kommen im Schutzgebiet schätzungsweise 6000 Moschusochsen sowie Wölfe und Füchse vor.
In den Gewässern kommt der Wandersaibling vor. Die Ringelrobbe ist vor der Küste häufig anzutreffen.